# 幡野町 (名古屋市)
幡野町（はたのちょう）は愛知県名古屋市熱田区及び中川区にある町名。丁番を持たない単独町名である。住居表示実施済み。

## 地理
名古屋市熱田区の西部、名古屋市中川区の東部に位置し、南に熱田区切戸町、北に中川区八熊、東に熱田区明野町、西に熱田区野立町に接する。

## 歴史
大部分が江戸期まで愛知郡牛立村であった地域にあたる。

### 町名の由来
かつて当地を流れていた江川（庄内用水東井筋）に「八幡橋」という橋がかかっており、八幡橋の「幡」と野立町の「野」を合わせたもの（合成地名）。

### 行政区画の変遷
- 1936年（昭和11年）10月15日 - 南区野立町の一部により、同区幡野町が成立[1]。
- 1937年（昭和12年）10月1日 - 中川区編入により、同区幡野町となる[1]。
- 1944年（昭和19年）2月11日 - 熱田区編入により、同区幡野町となる[1]。
- 1978年（昭和53年）6月25日 - 熱田区明野町・野立町の各一部を編入する[1]。また、中川区八熊通の一部により、同区幡野町が成立[2]。
- 1981年（昭和56年）9月6日 - 中川区八熊町・八熊通・野立町の各一部が中川区幡野町に編入される[2]。
- 1995年（平成7年）9月25日 - 熱田区野立町字海道畔・字切戸裏・字御千代田の各一部を同区幡野町に編入する[3]。

## 世帯数と人口
2018年（平成30年）12月1日現在の世帯数と人口は以下の通りである。
| 区     | 町丁   | 世帯数  | 人口  |
| ------ | ------ | ------- | ----- |
| 熱田区 | 幡野町 | 408世帯 | 957人 |
| 中川区 | 幡野町 | 11世帯  | 23人  |
| 計     | 計     | 419世帯 | 980人 |

## 学区
市立小・中学校に通う場合、学校等は以下の通りとなる。また、公立高等学校に通う場合の学区は以下の通りとなる。
| 区     | 町丁   | 番・番地等 | 小学校               | 中学校                 | 高等学校 |
| ------ | ------ | ---------- | -------------------- | ---------------------- | -------- |
| 熱田区 | 幡野町 | 全域       | 名古屋市立野立小学校 | 名古屋市立日比野中学校 | 尾張学区 |
| 中川区 | 幡野町 | 全域       | 名古屋市立八熊小学校 | 名古屋市立山王中学校   | 尾張学区 |

## 交通
- 愛知県道29号弥富名古屋線（八熊通）

## その他

### 日本郵便
- 集配担当する郵便局は以下の通りである[WEB 8]。

| 区     | 町丁   | 郵便番号 | 郵便局     |
| ------ | ------ | -------- | ---------- |
| 熱田区 | 幡野町 | 456-0077 | 熱田郵便局 |
| 中川区 | 幡野町 | 454-0016 | 中川郵便局 |